# Pangnirtung

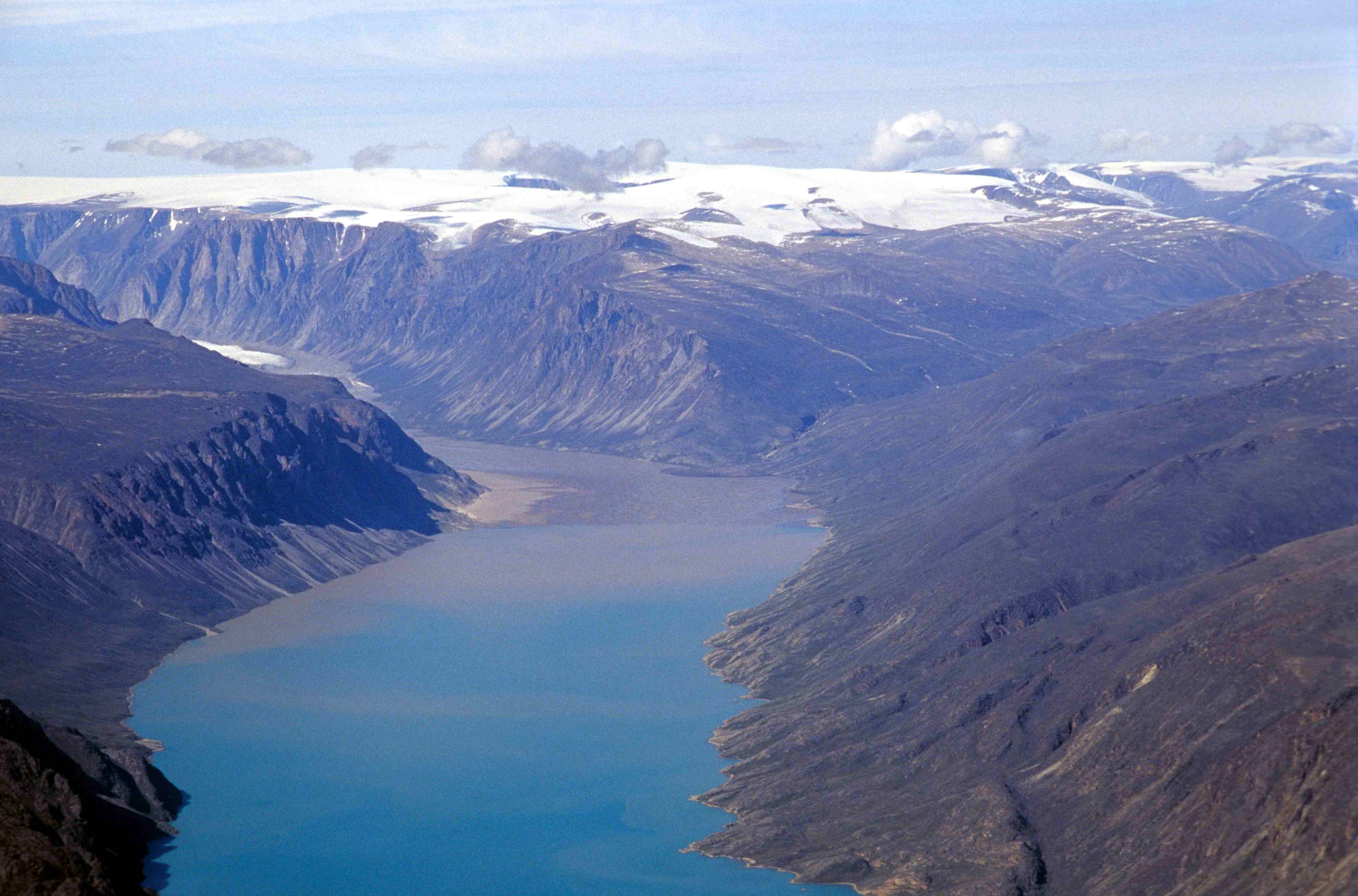
Pangnirtungův fjord

Pangnirtung je obec nacházející se v severní Kanadě v teritoriu Nunavut na Baffinově ostrově. Přesné souřadnice obce jsou 66°08' severní šířky a 65°45' západní délky. Podle sčítání z roku 2001 v ní žilo na ploše 7,54 km² 1325 obyvatel. Obec se rozkládá na pobřežní pláni u Pangnirtungova fjordu. Pangnirtungu se často přezdívá arktické Švýcarsko.
Mezi zdejší známé rodáky patří například Nunavutský premiér Paul Okalik. Pangnirtung je také nejbližší obcí od Auyuittungského národního parku, asi dvě hodiny cesty lodí.